# ميخائيل لونين
ميخائيل لونين (بالروسية: Лунин, Михаил Юрьевич)‏ هو لاعب كرة قدم روسي في مركز الوسط، ولد في 31 مايو 1978. لعب مع أنجي محج قلعة وأورالان إليستا ودينامو موسكو وسيسكا موسكو ولوخ إينيرجيا فلاديفوستوك ونادي أورينبورغ.

## وصلات خارجية
- ميخائيل لونين على موقع قاعدة بيانات كرة القدم.إي يو (الإنجليزية)
- ميخائيل لونين على موقع Soccerway.com (الإنجليزية)
- ميخائيل لونين على موقع عالم كرة القدم.نت (الإنجليزية)